# Paracallisomopsis beljaevi
Paracallisomopsis beljaevi är en kräftdjursart som beskrevs av Gurjanova 1962. Paracallisomopsis beljaevi ingår i släktet Paracallisomopsis och familjen Scopelocheiridae. Inga underarter finns listade i Catalogue of Life.